# 奧利日內 (別里斯拉夫區)
47°28′31″N 33°29′16″E / 47.47528°N 33.48778°E
奥利日内（烏克蘭語：Ольжине），2024年9月前名为奧利希内（烏克蘭語：Ольгине），是位於烏克蘭南部的村莊，由赫爾松州別里斯拉夫區的維索科皮利亞市鎮負責管轄。該村始建於1869年，面積15.1平方公里，海拔高度82米，2001年人口419，人口密度每平方公里27.8人。
2024年9月19日，乌克兰最高拉达将此村的名字改为奥利日内。